# Gyorsút
A gyorsút a gyorsforgalmi út egyik fajtája. Átmenet az autóút és a főút között. 2015-ben vált ismertté, azzal összefüggésben, hogy a kormányzat bejelentette: több, korábban autópályaként vagy autóútként megépíteni tervezett gyorsforgalmi út csökkentett keresztmetszetű, burkolt üzemi sáv nélküli formában,  gyorsútként fog megvalósulni. A gyorsutak jele R lesz.

## Fogalma
A gyorsutak – általános esetben – 110 km/órás tervezési sebességű, 2x2 sávos, osztottpályás, csökkentett keresztmetszetű, burkolt üzemi sáv nélküli utak, amelyek a gépjárművek visszatartására alkalmas fizikai elválasztással, valamint különszintű, illetve szabályozott szintbeni csomópontokkal rendelkeznek.
A gyorsutak nyomvonala települési átkelést nem tartalmaz, de indokolt esetben rövid szakaszon – a megfelelő védelmi (forgalombiztonsági és környezetvédelmi) eszközök biztosításával – érinthet lakott területet, haladhat lakóterületek között rendelkezésre álló beépítetlen folyosóban, illetve gazdasági, kereskedelmi területhasználatú környezetben.

## Létrehozásának indoka
A gyorsút kategória megszületésének legfőbb indoka, a költséghatékony épíktezés. Egy kilométer autópálya kb. 2,5-4 milliárd forintból építhető ki, míg a gyorsút 1,5-2,5 milliárd forint/kilométer építési költséggel rendelkezik. Ez annak is köszönhető, hogy a jogszabály megengedi az úton a szintbeli csomópontok kiépítését, amik olcsóbban, kevesebb munkával kivitelezhetők, mint az autóutak különszintű csomópontjai.

## A gyorsutak építése
A Nemzeti Fejlesztési Minisztérium közölte a Világgazdasággal 2016. június 30-án:

„Megkezdődött a kormány új útépítési stratégiájának megvalósítása, amely szerint bizonyos szakaszokon az autópályák vagy autóutak helyett R jelű gyorsutakat építenek. A beruházások jellemzően előkészítési fázisban tartanak... de már egy hónapja dolgoznak a 21-es út három szakaszán, és jelenleg is zajlik a 67-es út közbeszerzési pályázata, amelynek köszöntően majd Kaposvárt is bekapcsolják a gyorsforgalmi úthálózatba. Az R76, vagyis az M7–Balatonszentgyörgy szakasz kivitelezési pályázatának kiírása a tervek szerint 2016 végéig megjelenhet. ”

## A gyorsút fogalmának kivezetése
Törvényi szinten a gyorsút fogalma 2018. december 15-ével kivezetésre került.
A kivezetés hivatalos indoklása:

Annak érdekében, hogy a Kormány szándéka szerint, a meglévő főúthálózat fejlesztésével kerüljenek kialakításra 2x2 sávos, magas szolgáltatási színvonalú közúthálózati elemek, részben szintbeni, részben különszintű csomópontokkal kialakított kiemelt főutak, amelyek beruházási költsége lényegesen alacsonyabb, mint egy új építésű autópálya. Ezek az utak azonban nem lesznek a gyorsforgalmi úthálózat részei, így az Aptv. módosítása, a „gyorsút” útkategória szabályozásból történő kivezetése válik szükségessé.

Tehát a fejlesztési koncepció (költséghatékony négysávos utak építse autópályák és autóutak helyett) megmarad kiemelt főút néven. A gyorsút mint külön útkategória került megszüntetésre.